# Strangely Beautiful
Strangely Beautiful är Club 8s femte studioalbum, utgivet 2003 på svenska Labrador och amerikanska Hidden Agenda Records. Skivan utgavs också i Sydkorea av Chili Music samma år och i Storbritannien 2005 av Stereo Test Kit Records. Båda dessa utgåvor hade fem bonuslåtar, vilka också återfinns på EP-skivan Saturday Night Engine.

## Låtlista

### Originalutgåvan
1. "When Lights Go Out" - 2:52
2. "What Shall We Do Next?" - 2:36
3. "I Wasn't Much of a Fight" - 2:50
4. "Stay By My Side" - 4:20
5. "Cold Hearts" - 2:54
6. "Between Waking and Sleeping" - 2:16
7. "This Is the Morning" - 1:15
8. "The Next Step You'll Take" - 2:54
9. "The Beauty of the Way We're Living" - 3:10
10. "Saturday Night Engine" - 4:07
11. "We Move in Silence" - 2:54

### Chili Music- och Stereo Test Kit Records-utgåvorna
1. "When Lights Go Out" - 2:52
2. "What Shall We Do Next?" - 2:36
3. "I Wasn't Much of a Fight" - 2:50
4. "Stay By My Side" - 4:20
5. "Cold Hearts" - 2:54
6. "Between Waking and Sleeping" - 2:16
7. "This Is the Morning" - 1:15
8. "The Next Step You'll Take" - 2:54
9. "The Beauty of the Way We're Living" - 3:10
10. "Saturday Night Engine" - 4:07
11. "We Move in Silence" - 2:54
12. "I Have No Better Plan" - 3:08
13. "So Tied Up" - 4:38
14. "Giza" - 0:35
15. "People Who Would Go for You" - 2:10
16. "Sometimes I Felt Like a Loser" - 3:27

### Fotnoter
1. ↑  ”Strangely Beatiful”. Discogs.com. http://www.discogs.com/Club-8-Strangely-Beautiful/release/3058073. Läst 12 april 2012.